# Галицкая улица (Шушары)
Галицкая улица — улица в жилом районе Славянка посёлка Шушары Пушкинского района Санкт-Петербурга.
Проходит от Колпинского шоссе от Колпинского шоссе до границы города Пушкина.
Название присвоено в 2010 году. Название дано по городу Галичу, расположенному в Ивано-Франковская области Украины. Как и ряд других улиц в Славянке (Изборская, Полоцкая, Ростовская, Северская, Туровская и Торопецкая) названа «по политическим и культурным центрам Древней Руси». Застроена 5-6 этажными домами.

## Пересечения
- Колпинское шоссе
- Ростовская улица
- Промышленная улица

## Достопримечательности

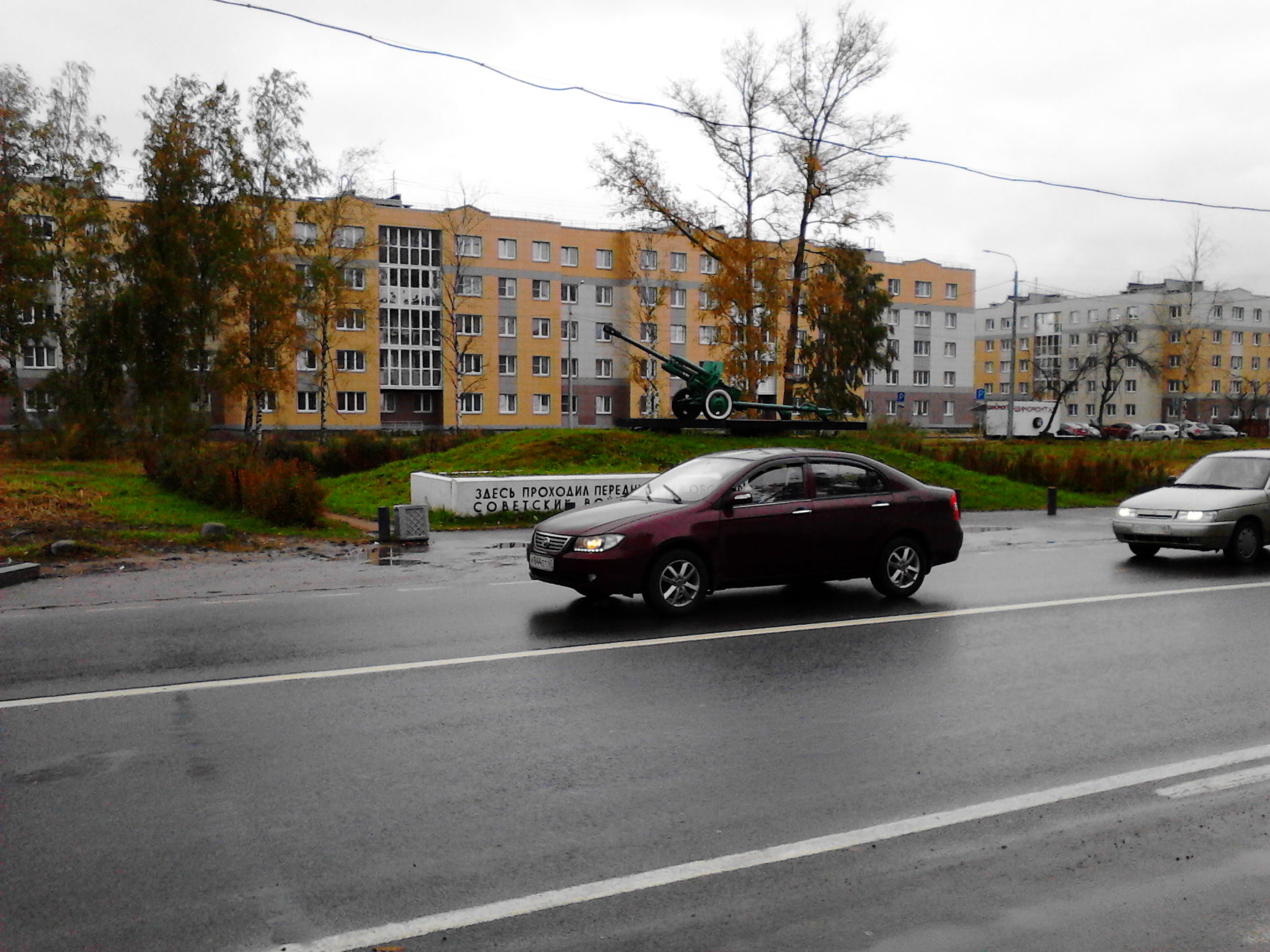
Мемориал Великой Отечественной войны

На углу Колпинского шоссе и Галицкой улицы в сквере находится мемориал Великой Отечественной войны — памятный знак на рубеже обороны Ленинграда. Это 76-мм дивизионная пушка образца 1942 года, водружённая на пьедестал с надписью: «Здесь проходил передний край обороны Ленинграда». Напротив, через дорогу Колпинского шоссе находятся противотанковые надолбы. Орудие было установлено в 1966 году при возведении входящего в Зелёный пояс Славы мемориала «Непокорённые». Оно находится в 700 метрах восточней самого мемориала по ходу Колпинского шоссе, который был открыт около ворот центральной усадьбы работавшего в советское время совхоза «Детскосельский».